# Henry Nougier
Henry Nougier est un pilote motocycliste français. Sa carrière en course s'étale sur 17 ans entre 1931 et 1947, exclusivement sur Magnat-Debon.

## Palmarès
- 1933 et 1934 : Grand Prix de Hyères 125 cm3 ;
- 1935 : Circuit des Remparts d'Avignon 125 cm3, Grand Prix de Hyères 125 cm3, et premier français au Circuit International de Nice (deuxième au général) ;
- 1936 : Grand Prix moto de France 175 cm3 à Saint-Gaudens (GP de l'U.M.F.) et Grand Prix du M.C.F. 175 cm3 à l'autodrome de Linas-Montlhéry (deuxième en 250 cm3) ;
- 1937 : Grand Prix de Lyon 250 cm3 et deuxième du Grand Prix de l'Exposition M.C.F./U.M.F. 250 cm3 à Linas-Montlhéry ;
- 1938 : deuxième du Grand Prix moto de France 175 cm3, et premier français (épreuve du championnat d'Europe) ;
- 1939 : Grand Prix moto de France 175 cm3 à Reims, et premier français en 250 cm3 (quatrième au général) ;
- 1945 : Grand Prix de la Libération 250 cm3 à Nice (sur la Promenade des Anglais) ;
- 1946 : Grand Prix de Cannes 175 cm3, Circuit d'Avignon 175 cm3 et 250 cm3, et Circuit de Lyon 175 cm3 ;
- 1947 : Circuit d'Avignon 175 cm3.